# دون سبنسر
دون سبنسر (2 أغسطس 1912 في المملكة المتحدة - 20 يوليو 1971 في المملكة المتحدة) (بالإنجليزية: Don Spencer)‏ هو لاعب كريكت بريطاني (وحمل سابقاً جنسية المملكة المتحدة لبريطانيا العظمى وأيرلندا). لعب مع نادي مقاطعة ساسكس للكريكت ‏.

## وصلات خارجية
- دون سبنسر على موقع إي آس بي آن كريك إنفو (الإنجليزية)